# ヴェールを剥がれたイシス

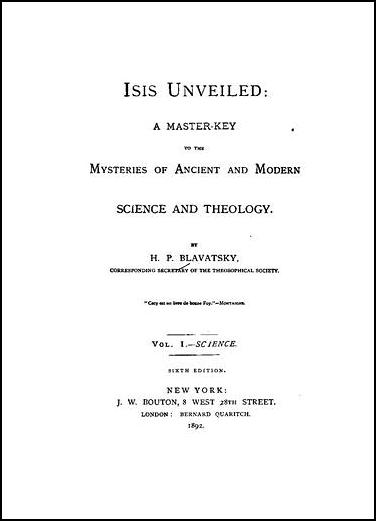
ヴェールを剥がれたイシス

『ヴェールを剥がれたイシス』（ヴェールをはがれたイシス、Isis Unveiled）、または『ヴェールをとったイシス』とは、1877年に刊行されたヘレナ・P・ブラヴァツキーの初期の著作の一つである。基本的に古代ヘルメス哲学の復権を図ったもので、西欧の秘教やオカルティズムの伝統に連なっている。低調だった神智学協会の活動を盛り上がらせたヒット作となった。

## 概要
ヨーロッパ、オリエント、アジアの宗教・神秘思想・哲学の様々な文献から引用を行って論を展開している。世界の全ての宗教には共通の源泉、古代叡智宗教があるとされ、それがヘルメス哲学とされている。全二巻からなり、一巻では近代科学の絶対性に異議を唱え、二巻では宗教問題を扱い、スピリチュアリティと近代神智学を主張し、キリスト教神学を否定している。出版前から「仏教研究書」として宣伝され、ブラヴァツキー自身もインタビューに対して自分の宗旨が仏教であるとも公言しており、ブラヴァツキーの関心がエジプト関連の秘教だけでなく、インドとチベットをふくむヒマラヤへと向かっていることも示している。仏教用語は散見されるとはいえチベット仏教や大乗仏教についての直接の記述は少なく、具体的でもない。ヴェーダ以前のブラフマニズムが古代の叡智に当たると漠然と説かれ、インド、チベット、モンゴル、タタールなどに残っているが、西洋の似非の権威がそれを脅かしていると主張された。
人類学者の杉本良男は、「神智協会だけでなく、世界的な神秘主義やチベット仏教への関心などにも大きな刻印を残す歴史的な著作となった」と述べている。
全体に旧来のエジプト・オカルティズムの解説が中心であることから、薔薇十字会員でフリーメイソンのメンバーでもあったチャールズ・サザランの影響が大きいと考えられている。実質的な著者はブラヴァツキーではないという意見もあり、サザラン、アルバート・ローソン（Albert Leighton Rawson, 1828–?）、英文校閲を行ったヘンリー・スティール・オルコットやアレクサンダー・ワイルダー（1823–1908）教授などが実質的な著者だとする説も有力だった。また、元霊媒のエマ・ブリテンが同時期に書いた『Art Magic 』（人工魔術）と同一のソースに基づいていることも知られている。
David ReigleとNancy Reigleの夫妻は本書を詳細に分析し、数々の初歩的な誤りがあり「それも驚くことに“god” と“spirit” と区別ができていないことや、釈尊仏陀が大雄（Mahavira）の弟子だとするなど、奥義を保持する叡智が背後にあるとは思えないような誤りが続出する」と指摘し、当時まだ英語が不自由だったブラヴァツキーとチベット仏教の知識がほとんどないオルコットとの合作であったためであろうとしている。出版直後から改訂の必要性が唱えられていたといわれ、改訂版として『シークレット・ドクトリン』の執筆が始まった。ブラヴァツキーはすべての宗教の共通の源泉を「失われた」古代の叡智に求めたが、それは本書の後には次第にヘルメス哲学からチベットに移っていった。
2011年1月から日本神智学協会の竜王文庫より日本語訳が刊行中。 ボリス・デ・ジルコフ編の版を定本とし、老松克博が翻訳を手がける。

## 批判
本書の出版直後にはウィリアム・エメット・コールマンから出典不明の盗作が多くなされていると批判され、それはマーク・セドウィックのような現代の学者たちによっても表明されている。同様に、ゲオフリー・アッシュは、『ヴェールを剥がれたイシス』が、「表面的な研究であれば、比較宗教、オカルト、偽科学、そしてファンタジーの組み合わせとして本物であるが、だからと言って未確認の借用や完全な盗用を許されるのではない」と述べている。 実際、『ヴェールを剥がれたイシス』は、当時のオカルト主義者の間で人気があった情報を大量に使用し、しばしば直接文章をコピーしていた。しかし盗作に留まるものではないと、ブルースキャンベルはこう主張している。「ブラヴァツキ―は、オリジナルの洞察を持っていたが、研究を書き上げるに十分な文学的技術と英語の知識に欠けていた。既に文章化されていた情報源と友人からの助けがあって、彼女は独自のパワフルなオカルト論を作り上げたのだ」と。 ジョセリン・ゴッドウィンとポール・ジョンソンは、初期の研究家は、ヘレナ・ブラバツキーを盗作者や詐欺師として晒すことに取りつかれているように見えたが、そのようなレッテルは神智学が今日の文化的、政治的、宗教的、そして知的な歴史における位置を正しく表さないとし、彼らの作品は、オカルト主義と神秘主義の歴史をより確立された分野と統合することを目指すより大きな動きの一部だと述べた。『ヴェ―ルを剥がれたイシス』の現代版は、しばしば注釈付きで、ブラヴァツキ―の情報源と影響を完全に説明する。
歴史家のロナルド・H・フリッツは、『ヴェールを剥がれたイシス』が、疑似歴史の作品だとしている。 同様に、同時代のジャーナリストでありマジシャンでもあったヘンリー・R・エヴァンスは本書を「論理的な順序を全く無視し、不気味さ、疑似科学、神話、民俗学の寄せ集めたもの」と表現した。 『ヴェールを剥がれたイシス』を執筆し、神智学協会を設立したブラヴァツキ―の元々の目標のひとつは、現代の科学の進歩をオカルトと調和させることであった。 神智学は、19世紀後半の科学から多くのアイデアを採用している。その当時の科学には、ダーウィンの進化論のように科学界によって受け入れられ続けているものもあれば、レムリア大陸のように見捨てられたものもある。神智学とオカルト主義は全体として、それに先立つスピリチュアリズム運動にほぼ欠けていた宗教用語の採用を通して、ある程度の洗練に達した。しかし神智学は宗教として成長したため、その教義に含まれた科学的な内容が、当の科学勢には見向きもされなかったにもかかわらず、矛盾をきたすようになった。科学の進歩に適応できないことは、近代神智学と社会の動機が一致しないことを示す。 ポール・ジョンソンはまた、ブラヴァツキ―の作品の最も神秘的な要素は、彼女の完全なる発明ではなく、既存の神秘主義の再構築であり、神話的文脈の下、多くの人々の助けや協力があって作られたものであり、それらすべてはブラヴァツキ―の霊的真理探究によって推進されたと述べている。
ステン・ボドヴァル・リルジェグレンは、同時代のオカルト情報と当時広まっていたオリエンタリズムに加えて、エドワード・ブルワー＝リットンの小説がブラヴァツキ―の神智学思想形成に大きな影響を与えたと述べている。

## 翻訳
- 『ベールをとったイシス 第1巻 科学 上 』 2011年、ISBN 978-4897416007
- 『ベールをとったイシス 第1巻 科学 下 』 2015年、ISBN 978-4897416052